# Crepidae (Sandalen)
Crepidae waren in der Antike verwendete Sandalen.

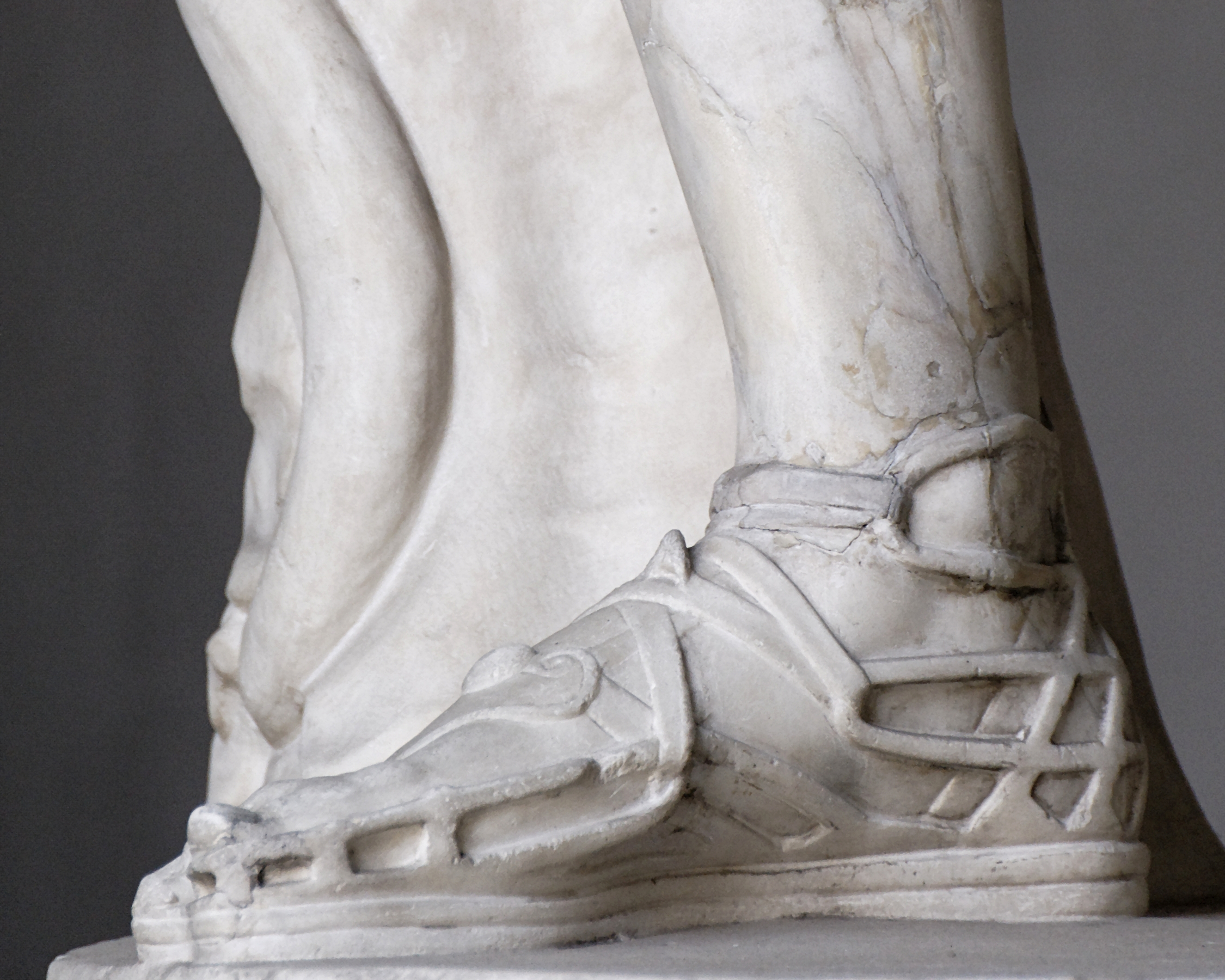
Crepidae Detail des Apollo von Belvedere mit einer rechten Sandale, die eher ein römisches als ein griechisches Design zeigt.

## Beschreibung und Verwendung
Die Crepidae bestanden aus einer dicken Korksohle ohne Leisten, an denen breite Lederriemen (zonae) angebracht waren, mit denen man sich die Sandalen zuband. An der oberen Seite war noch ein länglicher Lederstreifen angebracht. Anders als die Kothurne gingen sie nicht bis zu den Waden. 
Diese Sandalen wurden von ärmeren Männern getragen, da sie billig und einfach herzustellen waren. Von reichen Bürgern wurden die Crepidae nur selten verwendet, da sie beim Auftreten quietschende Geräusche von sich gaben (crepitum), was als anstößig galt. Im Theater waren sie bei den Schauspielern auch anzutreffen, genauer in Komödien; in Tragödien dagegen wurden Kothurne verwendet.

## Geschichte
Die Crepidae kamen ursprünglich aus Griechenland und verbreiteten sich im 1. Jahrhundert v. Chr. im ganzen Römischen Reich, wo sie bis zur Spätantike verwendet wurden.